# Вукотич, Пётр Маркович
Пётр Маркович Вукотич (около 1800—1862) — офицер Российского императорского флота, участник русско-турецкой войны 1828—1829 годов, осады Варны, Крымской войны и обороны Севастополя. Георгиевский кавалер, вице-адмирал, капитан над Севастопольским портом, начальник флотских экипажей Черноморского флота.

## Биография
Вукотич Пётр Маркович являлся потомком черногорских переселенцев в Россию . Родился около 1800 года.
23 декабря 1810 года поступил в Морской корпус кадетом. 9 июня 1813 года произведён в гардемарины. 18 февраля 1816 года произведен в мичманы с назначением в Черноморский флот. На фрегате «Спешный» крейсировал с флотом у мингрельских берегов. В 1817 и 1818 годах на брандвахтенном корвете «Або» был в кампании у Сухума и Феодосии. В 1820—1822 годах командовал транспортом «Кит», плавал в Азовском и Чёрном морях. 22 апреля 1821 года произведён в лейтенанты. В 1823 и 1824 годах на фрегате «Евстафий» и на яхте «Утеха» крейсировал в Чёрном море. В 1825 году участвовал в проводке транспорта «Змея» от Николаева до Севастополя. В 1826 году командуя катером «Сокол», конвоировал транспортную флотилию от Николаева до Сухум-Кале. В 1827 и 1828 годах командовал тем же катером у абхазских берегов. В 1827 году награждён орденом Святой Анны 3 степени.
Участвовал в русско-турецкой войне 1828—1829 годов. 25 июня 1828 года за «разбитие турецкого судна, и за взятие другого с десантом, следовавших к Анапе», награждён орденом Святого Георгия 4 класса № 4149 и медалью «За турецкую войну». Русский писатель Владимир Иванович Даль так описывал подвиг морского офицера:

9 мая [1828 года] на рассвете «Сокол» увидел большое двухмачтовое турецкое судно у самого входа в бухту, в которую спрятался, подстерегая неприятеля. Катер тотчас вышел к нему навстречу, подошел на пистолетный выстрел и дал залп со всего борта; турки опустили паруса. Лейтенант Вукотич спустил четверку, на которой отправился сам с шестью вооруженными матросами на судно; но как же он удивился, когда нашел там 300 турецких солдат, в полном вооружении, под командой тысячника (ким-баши) и двух старшин (ага)! На катере «Сокол» было всего 25 человек и 10 пушчонок! Обезоружив пленников своих, Вукотич взял судно на буксир и привел его к флоту— Даль В. И. Из «матросских досугов». Смелым бог владеет.
Был назначен флаг-офицером при адмирале А. С. Грейге, плавал на линейном корабле «Париж» с флотом под Варной. Затем, до 5 сентября 1829 года, командовал новопостроенным фрегатом «Эривань», плавал в Чёрном море. 5 сентября 1829 года назначен командиром фрегата «Поспешный», на котором 7 сентября доставил в Бургас оружие, захваченное в Агатополе и предназначенное для болгарских повстанцев. 30 сентября произведён за отличие в капитан-лейтенанты. В том же году был послан курьером из Николаева в Петербург к Государю Императору для представления моделей судов, за что был награждён Николаем I бриллиантовым перстнем. В 1830 году командуя бригом «Полукс» плавал с гардемаринами и штурманскими учениками Морского корпуса по черноморским портам, в 1831 году участвовал в действиях русского флота у берегов Кавказа . С 1832 года командовал корветом «Сизополь», выходил в крейсерство к берегам Абхазии в составе Сухумского отряда судов. 26 декабря 1832 года вышел из Севастополя для доставки депеш русскому посланнику в Турции в Константинополь, в январе 1833 года вернулся в Севастополь. В том же году принимал участие в экспедиции Черноморского Флота на Босфор. 2 февраля вышел из Севастополя в составе эскадры контр-адмирала М. П. Лазарева и к 8 февраля прибыл в Буюк-дере. В марте доставил в Одессу графу М. С. Воронцову депеши об отправке войск на Босфор. 28 июня в составе эскадры вице-адмирала М. П. Лазарева вышел из Буюк-дере, 2 июля прибыл в Феодосию, где участвовал в перевозке десанта, 22 июля вернулся в Севастополь. Награждён орденом Святого Владимира 4 степени и от турецкого султана золотою медалью.
В 1834 году командовал фрегатом «Анна», в составе эскадры контр-адмирала И. С. Скаловского плавал в Чёрном море. В 1836 году вновь командовал 60-пушечным фрегатом «Эривань», в составе эскадры контр-адмирала А. П. Авинова плавал в том же море. 18 июля 1837 года произведён за отличие в капитаны 2 ранга и награждён орденом Святого Станислава 2 степени. В 1837 н 1838 году командуя фрегатом «Энос» находился у абхазских берегов, участвовал в делах против горцев при речках Сочи, Туапсе и Шапсухо и в создании Кавказской укрепленной береговой линии. В 1839 году командуя кораблём «Трёх Иерархов» перешёл от Николаева до Севастополя. 6 декабря того же года произведён за отличие в капитаны 1 ранга. В мае 1840 года в составе эскадры вице-адмирала М. П. Лазарева высаживал десанты для взятия Вельяминовского и Лазаревского фортов, ранее захваченных горцами, также в кампанию этого года принимал участие в практическом плавании эскадры флота в Чёрном море. В апреле и мае 1841 года под флагом контр-адмирала П. Н. Юрьева осуществлял перевозку войск Кавказской укрепленной береговой линии из Феодосии в Геленджик. В октябре того же года во главе отряда под флагом контр-адмирала М. Н. Станюковича поддерживал огнём продвижение войск генерала И. Р. Анрепа от Адлера до Навагинского укрепления. Отряд кораблей двигался на буксире пароходов впереди сухопутных войск на расстоянии около километра от них и артиллерийским огнём подавлял очаги сопротивления неприятеля. Как и в кампанию предыдущего года, помимо действий флота у кавказского побережья принимал участие в практических плаваниях эскадр Черноморского флота. В кампанию 1842 года вновь выходил на «Трёх Иерархов» в практическое плавание в Чёрное море. 6 декабря 1842 года награждён орденом Святой Анны 2 степени с мечами. В следующем году помимо участия в практических плаваниях, в июне находился в составе эскадры контр-адмирала М. Н. Станюковича, перевозившей войска 13-й дивизии из Севастополя в Одессу, а в августе-сентябре — обратно в Севастополь. В кампании 1844 и 1845 годов вновь провёл в Чёрном море в составе практических эскадр. В 1847 году кроме выхода в практическое плавание также принимал участие в переброске войск 13-й дивизии из Одессы в Севастополь.
6 декабря 1849 года произведён в контр-адмиралы, с назначением капитаном над севастопольским портом. 29 июня 1852 года назначен состоять при 4-й флотской дивизии. 10 февраля 1854 года награждён орденом Святого Владимира 3 степени за отличную храбрость, оказанную в действиях отряда у восточных берегов Чёрного моря. 29 мая того же года назначен состоять при главном командире Черноморского флота и портов. Участник Крымской войны и обороны Севастополя. 9 июня 1855 года переведён на Балтийское море, назначен состоять при главном командире кронштадтского порта. 30 августа произведён в вице-адмиралы. 30 июля 1856 года назначен дивизионным начальником черноморских флотских экипажей. Исполнял обязанности флотского начальника в Севастополе, а в 1857—1858 годах — временного военного губернатора Севастополя. 13 мая 1858 года награждён орденом Святого Станислава 1 степени. 21 марта 1860 года зачислен по резервному флоту.
Умер 29 мая 1862 года «от воспаления желудка», похоронен 3 июня. 25 июня 1862 года выключен из служебных списков умершим.